# Јорданка Белић
Јорданка Белић (девојачко Мичић; Будожеља, 12. јануар 1964) је српска шаховска велемајсторица и директорка и сувласница компаније „ЈИЕ инжењеринг” из Београда.

## Шаховска каријера
Јорданка Белић је постала међународни мајстор шаха 1990. а велемајстор 2000. године.
Од јула 1992. до јануара 2009. играла је за Немачки шаховски савез, средином јануара 2009. прелази у Шаховски савез Србије.
Јорданка Белић је четири пута учествовала на женској шаховској олимпијади, једном за Југославију (1990) и три пута за Немачку (1994, 1996 и 2002). Са немачком женском шаховском репрезентацијом играла је 2003.  на Европском екипном првенству.
1990. године освојила је Првенство Југославије у шаху за жене, а у Бад Нојштату на Залеу Отворено првенство Немачке за жене. 

## Каријера у привреди
После двадесет година у Немачкој, Јорданка Белић се вратила у Србију. Инжењерски биро за сервис геодетских података "imp GmbH" у коме је Белић радила одлучио је да оснује ћерку фирму у Србији. Јорданка је тако 2010. постала директор и сувласник новооснованог предузећа „ЈИЕ инжењеринг” Београд.
Каријеру инжењера геодезије је почела 1996. године у фирми "Zeichentechnik Rosenbaum" из Есена. Почетком 2001. прелази у компанију "Blank GmbH", специјализовану за планирање и документацију изведеног стања мрежа оптичких каблова и гаосовода, коју је 2014. купио "imp Holding GmbH". Најзахтевнији и најизазовнији пројекат на коме је била ангажована био је „Северни ток” где је учествовала у планирању гасовода дугог 160 километара.